# Han (emoce)
Han (korejským písmem hangul: 한), nebo také haan, je emoce popisována jako určitá forma lítosti či zášti, která patří mezi základní prvky korejské identity pramenící z postkoloniální historie Koreje.
Spolu s kibun, nunčchi, čŏng, mŏt a hwabjŏng patří mezi koncepty specifických emocí typické pro Korejce, které se projevují v korejském myšlení i umění.
Současný koncept han je chápán jako moderní fenomén, který vznikl až během japonské okupace Koreje. Myšlenka, že se jedná o specifickou korejskou vlastnost, byla přijata a popularizována Korejci ve 20. století.

## Definice a znakyhan
Han je odvozeno z čínského znaku 恨 znamenající nenávist, hořkost, hněv nebo lítost.
Samotná definice a znaky han jsou velmi komplexní, obzvláště pro západní kultury, pro které nelze slovo han ani zcela přesně přeložit. Pokusy vysvětlit podstatu han se také potýkají s jistou mírou subjektivity, a tak se jeho výklad může lišit i mezi Korejci.
Obecně je chápáno jako reakce na vnější nespravedlnost, kterou nelze ovlivnit, a to na osobní i celonárodní rovině v kontextu korejské tradice a historie.
Jedná se o nacionalistický prvek, apelující na harmonii a jednotu vztahů či celkové společnosti, což ovlivňuje i samotné řešení různých životních problémů. V rámci snahy zachování harmonie vztahů poškozený neusiluje o nápravu, i přestože si je vědom nespravedlnosti, která je na něm páchána. I proto je han spojeno s určitou formou pasivity.
Han je ovšem někdy spojováno s jakousi nadějí, kdy i přes veškeré smíření s danou nepravostí poškozený doufá ve změnu a lepší zítřky.

### Hanna individuální rovině
Pojetí han na úrovni jednotlivce bývá nejčastěji spojováno se ženami a jejich složitým postavením v moderní korejské společnosti. Problémy korejských žen v moderních době mají kořeny hluboko v historii a mohou být spojovány s konfuciánskými myšlenkami, kdy měla žena ve společnosti pouze role dcery, manželky a matky.
Na individuální úrovni může být ovšem spojováno i s téměř jakoukoliv těžkou životní situací jako chudoba, šikana, rozchod, postižení atd. Konkrétnějším příkladem může být nerovný přístup nadřízeného k podřízenému, který svou situaci pouze přijme a trpí v rámci snahy zachování harmonie vztahů ve firmě.

## Historie
Původ han na úrovni společnosti vychází nejspíše z období japonské nadvlády, korejské války a následného rozdělení poloostrova. Jeho počátky je ale možné spojit například i s jangbanským systémem období Čosŏn.
Celkový koncept han byl ovšem zpopularizován až ve druhé polovině 20. století ve spojitosti s rostoucím korejským nacionalismem po letech japonské okupace. Han začalo být vnímáno jako jeden z primárních prvků korejské kultury a bylo zobrazováno v mnoha filmech i literatuře.
V moderní době se han přeneslo převážně na moderní problémy společnosti (utlačování menšin, matky-samoživitelky apod.) a celkové vnímání pojmu han bylo ovlivněno západní kulturou. Pro některé se národní prvek han stává přítěží, kvůli které nemohou ovlivnit svou situaci.
V kultuře je (mimo literaturu, hudbu a filmy) han zobrazováno například i v lidových písních, tradičním maskovém tanci či zpěvohře pchansori.